# 穆尔号护航驱逐舰
穆尔号护航驱逐舰（英語：USS Moore，舷号：DE-240），是美国海军于第二次世界大战期间建造的一艘埃德索尔级护航驱逐舰，其舰名取自在珍珠港事件中阵亡的海军十字勋章获得者佛瑞德·肯尼斯·穆尔（Fred Kenneth Moore）一等兵。
该舰由穆尔一等兵的母亲冠名，于1942年7月20日在德克萨斯州休斯敦布朗造船公司铺设龙骨，随后于12月20日下水。1943年7月1日，穆尔号正式服役，交由亨利·皮特·米歇尔斯（Henry Peter Michiels）少校指挥。

## 设计与装备
埃德索尔级护航驱逐舰的设计与巴克利级护航驱逐舰类似，均采用长船体并建有较高的舰桥。该级护航驱逐舰配备3英寸（76毫米）50倍径单装主炮，后续曾计划更换为5英寸（127毫米）38倍径主炮，但最终没有实际执行。该级护航驱逐舰由4台费尔班克斯-莫尔斯38D8-1/8-10内燃机提供动力，总功率最高可达6000匹马力，最高航速21节。其燃料舱可携带312吨重油，在12节航速下航程可达11000海里。此外，该级舰船还配备有较完善的侦查搜索系统，包括SL或SU水面雷达、SA对空雷达、QC声呐系统以及用于监听潜艇无线电的HF/DF天线。

## 服役历史
在百慕大完成试航调整后，穆尔号前往弗吉尼亚州诺福克加入第63特遣舰队。1943年9月10日，穆尔号跟随舰队出发，开始其护航生涯，此后直至年底，她共执行了2次前往北非的任务。1944年1月13日，穆尔号跟随德克尔号护航驱逐舰前往新英格兰附近海域执行任务。3月，她前往缅因州卡斯柯湾参加演习，之后南下诺福克加入第24.14特混舰队，护送的黎波里号护航航空母舰前往佛得角以西海域开展反潜巡逻任务。4月27日，穆尔号返回诺福克，5月，她跟随第22.4特混舰队在百慕大至阿真舍间的北大西洋海域巡逻。7月，穆尔号被短暂调离舰队，前往执行护航及沿岸任务。返回舰队后，她被派往科尔号护航航空母舰所在猎潜大队，跟随其在大西洋执行各项任务直至欧洲战事结束。
1945年5月11日，穆尔号开始为前往太平洋做准备，她先后进入位于纽约和波士顿的造船厂进行改造和大修，最终于6月24日作为第7护航中队旗舰带领队内船只离港南下。8月4日，穆尔号抵达珍珠港，10天后，她收到了日本接受投降的消息。20日，她继续向西航行并于29日抵达塞班岛，此后她跟随第94特遣舰队执行任务。9月3日，穆尔号被派往火山列岛开展战后处置工作，她最终被安排停泊于硫磺岛以西海域。几天后，她开始执行海上搜救工作。
1946年末，穆尔号启程返回美国本土。1947年6月30日，她正式退役并加入美国海军预备舰队，封存期间，她的停泊地由最初的格林科夫斯普林斯转移至诺福克。1973年8月1日，穆尔号自美国海军除籍，随后于1975年6月13日被作为靶舰击沉。

## 荣誉
穆尔号服役期间所获荣誉如下：
|  |  |  |
|  |  |  |

| 美国战役奖章 |                        |                        |
| 亚太战役奖章 | 欧洲-非洲-中东战役奖章 | 第二次世界大战胜利奖章 |

## 历任舰长
| 姓名       | 译名                   | 军衔 | 所属军种       | 任职时间      |
| ---------- | ---------------------- | ---- | -------------- | ------------- |
|            | 亨利·皮特·米歇尔斯     | 少校 | 美国海军预备役 | 1943年7月1日  |
|            | 罗伊·赫伯特·琼斯       | 少校 | 美国海军预备役 | 1944年3月6日  |
|            | 约翰·S·蒙特多尼科      | 少校 | 美国海军预备役 | 1945年5月15日 |
|            | 小克拉伦斯·雷蒙德·戴勒 | 少校 | 美国海军       | 1945年12月7日 |
| 参考文献： |                        |      |                |               |